# Natalja Jurjevna Kuzjutyina
 Natalja Jurjevna Kuzjutyina, oroszul: Наталья Юрьевна Кузютина (Brjanszk, 1989. május 8. –) olimpiai bronz-, világbajnoki ezüstérmes és Európa-bajnok orosz cselgáncsozó.

## Pályafutása
1989. május 8-án született Brjanszkban. Harmatsúlyban versenyzik. Két olimpián vett részt. A 2012-es londoni olimpián a 17. helyen végzett. A 2016-os Rio de Janeiro-i játékokon bronzérmes lett. A világbajnokságokon egy ezüst, és három bronzérmet szerzett. Az Európa-bajnokságokon öt arany-, három ezüst- és két bronzérmet nyert.

## Sikerei, díjai
- Olimpiai játékok – 52 kg
  - bronzérmes: 2016, Rio de Janeiro
- Világbajnokság – 52 kg
  - ezüstérmes: 2019
  - bronzérmes (3): 2010, 2014, 2017
- Európa-bajnokság – 52 kg
  - aranyérmes (5): 2009, 2010, 2012 (csapat), 2013, 2018
  - ezüstérmes (3): 2012, 2014, 2019
  - bronzérmes (2): 2013 (csapat), 2015
- Európa-játékok – 52 kg
  - ezüstérmes: 2019, Minszk
  - bronzérmes: 2015, Baku